# Vero E6
Vero E6（亦稱Vero C1008）是一種非洲綠猴腎細胞系，是Vero 76細胞衍生的克隆株，並且在形成單層膜後顯示出一定程度的接觸抑制作用，故而適合繁殖一些複製緩慢的病毒。當Vero E6細胞被馬秋波病毒（Machupo virus）、胡寧病毒及拉薩病毒等出血熱病毒、馬爾堡病毒或薩伊伊波拉病毒等病毒感染時，都會表現出細胞病變作用。該細胞系目前已進一步用於麻疹病毒、伊波拉病毒、克里米亞-剛果出血熱病毒、嚴重急性呼吸系統綜合症冠狀病毒及嚴重急性呼吸系統綜合症冠狀病毒2型（SARS-CoV-2）等的分離和生長。

## 细胞系
- Vero細胞
  - Vero 76
    - Vero E6
      - sVero p66
      - Vero E6-S